# Xylocopa euchlora
Xylocopa euchlora är en biart som beskrevs av Pérez 1901. Xylocopa euchlora ingår i släktet snickarbin, och familjen långtungebin. Inga underarter finns listade i Catalogue of Life.